# エリザベス・ブーリン
エリザベス・ハワード（Lady Elizabeth Howard, 1480年頃 - 1538年4月3日）は、テューダー朝時代のイングランドの貴族女性。結婚後の姓名はエリザベス・ブーリン（Elizabeth Boleyn, Countess of Wiltshire and Ormond）。第2代ノーフォーク公爵トマス・ハワードの娘、初代ウィルトシャー伯爵トマス・ブーリンの妻、そしてヘンリー8世の2番目の王妃アン・ブーリンの母親。ヘンリー8世の愛人の1人だったという説がある。

## 生涯
第2代ノーフォーク公爵とその最初の妻エリザベス・ティルニーの間の娘として生まれた。第3代ノーフォーク公爵トマス・ハワード、キャサリン・ハワードの父エドマンド・ハワード卿は同母兄、エフィンガム伯爵家の始祖ウィリアム・ハワード卿は異母弟である。名家の令嬢として幼いうちに宮廷に上がり、おそらく1498年頃に野心家の若い廷臣トマス・ブーリンの妻となった。エリザベスは結婚後の数年間に立て続けに出産したとされるが、成人したのはメアリー（1499年頃 - 1543年）、アン（1501年頃 - 1536年）、ジョージ（1504年頃 - 1536年）の3人だけである。エリザベスは教養ある女性で、自分の娘たちの幼年教育を自ら行い、音楽や宗教だけでなく、計算、刺繍、先祖の物語、行儀作法、家政、読み書きを教えた。
結婚して母親となってからも宮廷で暮らし、2人の王妃、エリザベス・オブ・ヨークおよびキャサリン・オブ・アラゴンに女官として仕えた。後世の伝説では、エリザベスはきわめて魅力的な女性だったとされている。ヘンリー8世王と娘のアンの恋愛が取り沙汰され始めた頃、宮廷ではヘンリー8世とアンの母エリザベスはその昔短い期間だが男女の関係を持っており、アンはヘンリー8世の落胤の可能性がある。ヘンリー8世自身がこの噂を否定し、アンとの婚姻を成立させる手続きにおいても、その母エリザベスとの関係などには一切触れていない。一説によれば、この噂はエリザベス・ブーリンとヘンリー8世の有名な愛妾エリザベス・ブラントを意図的に混同しており、1527年以降その権勢が目立ち始めたブーリン家を中傷する反対派が流したものだという見解はあるが、それを裏付ける一次史料等、明確な史料は存在しない。すべて後世の歴史家による推測の域を出ない。。
1536年、王妃アンとその弟でエリザベスの一人息子であるジョージ（当時はロッチフォード卿）が近親相姦および姦通（アンは加えて他の男数人との姦通）を犯した罪で告発され、反逆罪で処刑されることになった。アンの不倫についての真偽は諸説ある。一部の伝記作家たちは、この告発は王がジェーン・シーモアとの3度目の結婚に踏み切るための方便だったと考えている。より積極的な没落の理由としては、王がアン自身の政治問題への介入を疎ましく思ったことが挙げられるが、いずれも諸説の1つであって確証はない。どれも後世の歴史による推測であり、当時の一次史料では存在しない。
エリザベスの夫トマス・ブーリンも兄ノーフォーク公爵も、アンとジョージを救おうとはしなかった。
没落後、エリザベスは宮廷を去って田舎で暮らし、娘と息子の刑死から2年後の1538年に世を去った。遺骸はランベスのセント・メアリー教会（St. Mary's Church）内にあるハワード家の礼拝堂に埋葬された。この教会は1972年に宗教施設としての役目を終え、現在は庭園美術館になっている。

## 子女
- メアリー・ブーリン（1499年頃 - 1543年） - サー・ウィリアム・ケアリー夫人
- アン・ブーリン（1501年頃 - 1536年） - イングランド王ヘンリー8世妃、刑死
- ジョージ・ブーリン（1504年頃 - 1536年） - ロッチフォード子爵、刑死